# Filera de roscar

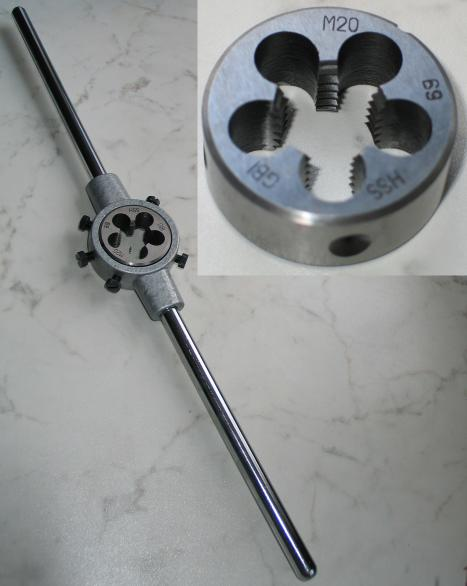
Filera de M20 i el seu portafileres

Una filera de filetar és una eina manual de tall que s'utilitza per al filetatge manual de perns i caragols, que han de ser calibrats d'acord amb la característica del filet de què es tracti. El material de les fileres és d'acer ràpid (HSS). Les característiques principals d'un caragol que s'ha de filetar són el seu diàmetre exterior o nominal i el pas que té el filet.
També s'empra la filera per a fer els filets dels tubs amb què es construeixen conductes, per exemple per l'aigua. Aquests tubs poden ser de diversos materials, com ferro, bronze, coure, PVC, etc. La duresa del material amb què és confeccionada la filera dependrà de la consistència de l'element a filetar. Hi ha una filera per a cada mena de caragol normalitzat, d'acord amb els sistemes de filets en vigor.
Les fileres es munten en un instrument anomenat portafileres, en el qual s'imprimeix la força i el gir de filetatge necessari. Cal que els caragols i perns que s'han de filetar tinguin una entrada cònica a la punta per a facilitar el treball inicial de la filera.